# Маренка рожева
Маренка рожева (Asperula cynanchica) — вид рослин з родини маренових (Rubiaceae), поширений у центральній і південно-східній Європі.

## Опис
Багаторічна рослина 15–60 см. Рослина майже повністю трав'яниста, яскраво-зелена, не утворює дерновинок, або дуже рідко напівкущик, який утворює дерновинки, зі стеблами в нижній частині шорсткими, а вище голими і гладкими. Серединні стеблові листки вузько-лінійні, плоскі, 0.75–2 мм шириною.

## Поширення
Поширений у центральній і південно-східній Європі.
В Україні вид зростає у степах, на сухих луках, узліссях лісів — у Закарпатті, Карпатах, Прикарпатті, Розточчі-Опіллі, Лісостепу і Степу.